# Arystydes Kwintylian
Arystydes Kwintylian, łac. Aristides Quintilianus – starożytny grecki teoretyk muzyki.

## Życiorys
Działał w II lub III/IV wieku n.e. Brak informacji na temat jego życia. Był autorem traktatu Peri musikes (Περι μουσικῆς) w trzech księgach, w którym przedstawił kompilację antycznych poglądów na muzykę na podstawie dzieł Damona, Platona, Arystoksenosa, Pitagorasa i Ptolemeusza. W księdze pierwszej omówił zagadnienia harmoniki i rytmiki, przedstawiając 6 skal: lidyjską, dorycką, frygijską, jastyjską, miksolidyjską i syntonolidyjską. Księga druga omawia zagadnienia etyczne i wychowawczą rolę muzyki, księga trzecia natomiast problematykę arytmetyczną i przyrodniczą.